# Phragmatobia sojota
Phragmatobia sojota är en fjärilsart som beskrevs av Tschetverikov 1904. Phragmatobia sojota ingår i släktet Phragmatobia och familjen björnspinnare. Inga underarter finns listade i Catalogue of Life.